# 切尔尼戈夫省 (波兰)

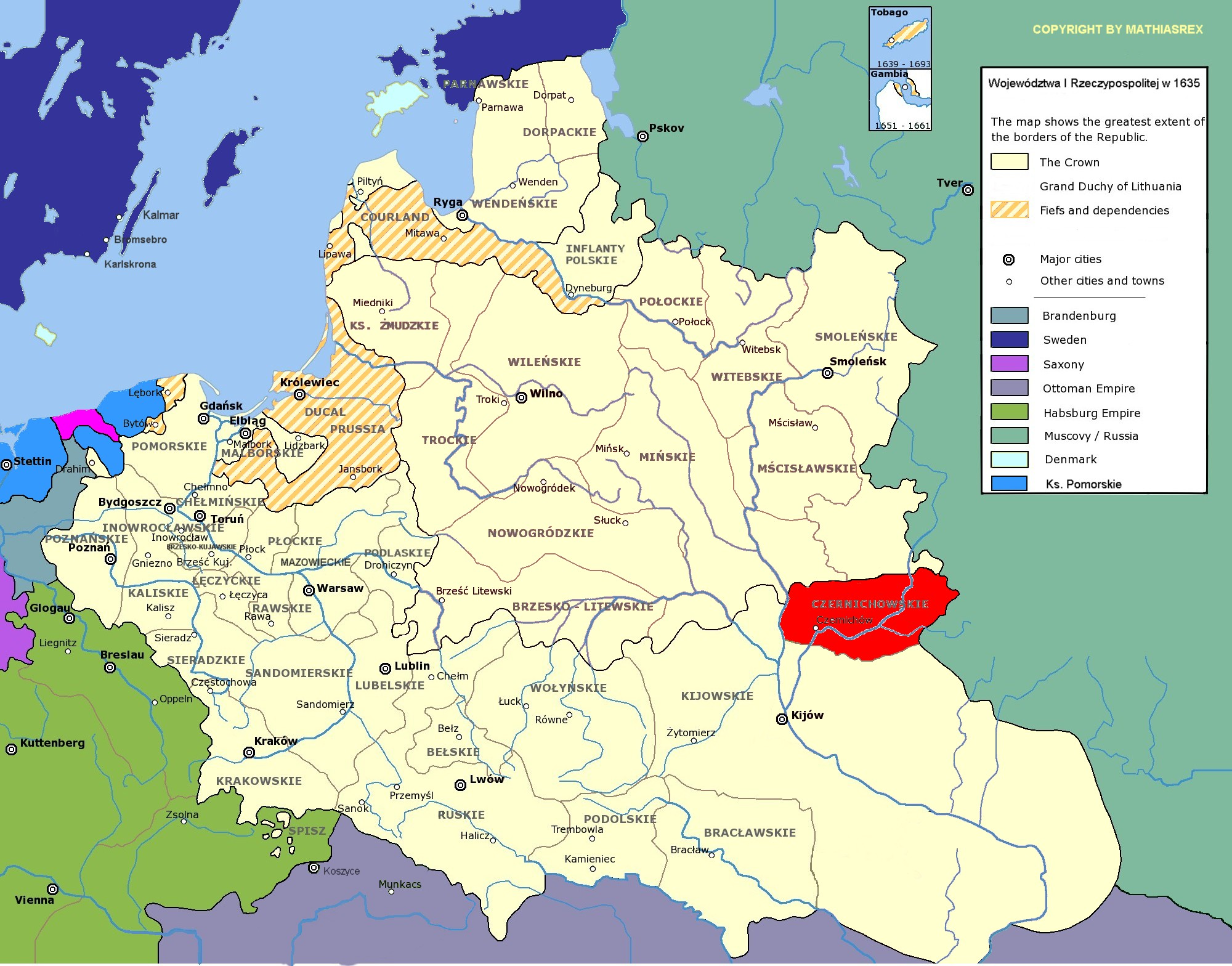
切尔尼戈夫省在波兰立陶宛联邦的位置

切尔尼戈夫省（波蘭語：Województwo Czernihowskie）是于1635年到1772年至1795年瓜分波兰之间波兰王国（波兰立陶宛联邦）设立的行政区划。
在1635年，马尔钦·卡利诺夫斯基成为第一位切尔尼戈夫省总督。

## 政府部门所在地
省总督（Wojewoda）所在地：
- 切尔尼戈夫

## 行政区划
- 切尔尼戈夫县
- 诺沃格洛德县

## 总督
- 马尔钦·卡利诺夫斯基（1635年－1652年）